# Boxador
El boxador es un cruce de razas de perros obtenido por medio de la cruza de un bóxer con un labrador retriever. Tiene reconocimiento de organizaciones o club canino referido a razas híbridas,[cita requerida] donde el criterio es el registro de la raza y evidencias del dueño. Para conocer el carácter de la raza híbrida es primero estudiar a las razas del cruce y luego analizar el comportamiento de la raza híbrida. El boxador, como perro híbrido, puede variar en tamaño dependiendo de a qué raza parental se parece más. Lo más probable es que mida 2 pies de alto y pese entre 50 y 80 libras
El club más importante que reconoce esta raza es el Club Híbrido Canino Americano.[cita requerida] Este Club por sus siglas CHCA ha tenido mucha controversia pues críticos de razas puras la han llamado irresponsable por crear más cruce de razas, ya que razas puras están en la calle y también híbridos; en conclusión es de suma precaución del dueño cruzar razas puras con otras pues puede haber problemas de salud o muerte del cachorro a temprana edad.

## Descripción
Es un tipo de raza híbrida amable y juguetona pero a veces propenso a la hiperactividad. Es cariñoso y disfruta de la compañía de más perros o personas. Tiene un buen trato con los niños y se comporta de manera dócil con ellos. Deben ser sociables en su nacimiento, por lo que le gusta el aire libre y correr por lugares estrechos. Debido a su gran inteligencia, heredada por el labrador retriever, son fáciles de entrenar y enseñarles órdenes simples. Rara vez ladra pero es posible que lo haga cuando esté excitado; son apasionados del ejercicio y lo necesitarán en su edad adulta.

## Adiestramiento
La raza Boxador requiere de poca preparación, pues su inteligencia es sorprendente. Es recomendable una cepillada de dientes a la semana. Al Boxador le encanta correr y sentir el aire en sus orejas, por lo que necesita ejercicio diario 3 veces al día si no quieres que sufra de aburrimiento, ansiedad y comportamiento desordenado. Suelen masticar cualquier cosa debido a su hiperactividad heredada por el bóxer, por lo que es importante tenerlo bien vigilado y no dejarlo dormir en lugares con demasiadas cosas que pueda destrozar.